# The Young Veins
I The Young Veins sono una band indie rock provenienti da Las Vegas, Nevada. I suoi componenti sono due ex membri dei Panic! at the Disco: Ryan Ross e Jon Walker che nel luglio del 2009 hanno deciso di abbandonare la loro band iniziale per proseguire con un progetto più vicino ai loro gusti musicali. Gli altri membri della band sono: il bassista Andy Soukal, il batterista Nick Murray e il tastierista Nick White.
Il primo singolo lanciato dalla band è stato Change al quale hanno seguito altri due singoli e poi l'album Take a Vacation, distribuito l'8 giugno 2010.
Le tonalità musicali della band sono decisamente diverse da quelle del primo album con i Panic! at the Disco, A Fever You Can't Sweat Out, mentre invece si avvicinano molto al secondo album dei PATD, Pretty. Odd. e sono motivi che ricordano le canzoni dei Beatles.
Il 10 dicembre 2010, il chitarrista Jon Walker ha annunciato via Twitter che la band è attualmente in pausa: "Gli Young Veins sono in pausa e resteranno così per il momento. Grazie per aver comprato l'album e per essere venuti ai concerti.".

## Discografia

### Singoli

#### Take a vacation!
- "Change" (5 aprile 2010)
- "Take a Vacation!" (18 maggio 2010)
- "Everyone but You" (28 maggio 2010)

## Componenti
- Ryan Ross – voce principale, corista, chitarra
- Jon Walker – voce principale, corista, chitarra
- Andy Soukal – corista, basso
- Nick Murray – batteria
- Nick White – tastiera